# Pustý hrádek
Pustý hrádek je zřícenina předsunuté bašty hradu Kašperk. Stojí na návrší asi 400 metrů východně od hradu, v katastrálním území Žlíbek města Kašperské Hory v okrese Klatovy. Stavba měla zabránit případným útočníkům v ostřelování níže položeného Kašperku z výšky.
Jediná písemná zmínka o baště pochází z roku 1608. Doba vzniku bašty je nejasná, ale nejranějším obdobím, kdy mohla být postavena, je přelom sedmdesátých a osmdesátých let patnáctého století. Tehdy hrad vlastnili Šternberkové a od roku 1487 Švamberkové. V případě, že by jejím zakladatelem byl Zdeněk Konopišťský ze Šternberka, mohla stavba bašty souviset s obavou z možného útoku královského vojska, protože Zdeněk Konopišťský byl významným členem Jednoty zelenohorské. Archeologicky je provoz bašty doložen v patnáctém století.
Palba z návrší bašty mohla ohrožovat hospodářské zázemí hradbu, první bránu i komunikace na jižní straně paláce. Nebezpečné místo proto zaujala bašta, které se v období pozdní gotiky stala místem, na kterém by v případě obléhání hradu spočívala hlavní váha jeho obrany. Stavba měla původně zřejmě dvě podlaží s obranným polopatrem pro střelce z ručních palných zbraní a pětibokou věž. Členění na dvě patra dokládají kapsy podlahových trámů druhého podlaží v dochované severní zdi. Mají rozměry 28 × 28 centimetrů. Vzhledem k malému rozponu trámů byla podlaha stavěna na velké zatížení. Budova zanikla mohutným požárem, při němž trámy shořely až na dno kapes.
Z Kašperku vede k Pustému hrádku žlutě značená turistická trasa. Objekt je volně přístupný a poskytuje výhled na Kašperk a na Šumavu.